# Jegor Afanasjev
Jegor Jurjevitj Afanasjev, ryska: Егор Юрьевич Афанасьев, född 23 januari 2001, är en rysk professionell ishockeyforward som är kontrakterad till Nashville Predators i National Hockey League (NHL) och spelar för Milwaukee Admirals i American Hockey League (AHL).
Han har tidigare spelat för HK CSKA Moskva i Kontinental Hockey League (KHL); Zvezda Moskva i Vyssjaja chokkejnaja liga (VHL); Windsor Spitfires i Ontario Hockey League (OHL); Muskegon Lumberjacks i United States Hockey League (USHL) samt Krasnaja Armija Moskva i Molodjozjnaja chokkejnaja liga (MHL).
Afanasjev draftades av Nashville Predators i andra rundan i 2019 års draft som 45:e spelare totalt.

## Statistik
| 2016–2017   | Little Caesars AAA Hockey Club | HPHL        | 17  | 5  | 3  | 8  | 17 | —  | — | — | — | — |
| 2017–2018   | Muskegon Lumberjacks           | USHL        | 45  | 6  | 8  | 14 | 16 | 3  | 0 | 2 | 2 | 0 |
| 2018–2019   | Muskegon Lumberjacks           | USHL        | 58  | 27 | 35 | 62 | 36 | 8  | 2 | 4 | 6 | 8 |
| 2019–2020   | Windsor Spitfires              | OHL         | 62  | 31 | 36 | 67 | 40 | —  | — | — | — | — |
| 2020–2021   | HK CSKA Moskva                 | KHL         | 16  | 2  | 4  | 6  | 2  | 5  | 0 | 0 | 0 | 0 |
|             | Zvezda Moskva                  | VHL         | 2   | 0  | 0  | 0  | 0  | —  | — | — | — | — |
|             | Krasnaja Armija Moskva         | MHL         | 4   | 5  | 1  | 6  | 0  | 4  | 2 | 0 | 2 | 2 |
| 2021–2022   | Milwaukee Admirals             | AHL         | 74  | 12 | 21 | 33 | 45 | 5  | 0 | 0 | 0 | 4 |
| 2022–2023   | Nashville Predators            | NHL         | 1   | 0  | 0  | 0  | 0  | —  | — | — | — | — |
|             | Milwaukee Admirals             | AHL         | 55  | 13 | 13 | 26 | 26 | —  | — | — | — | — |
| NHL totalt  | NHL totalt                     | NHL totalt  | 1   | 0  | 0  | 0  | 0  | —  | — | — | — | — |
| AHL totalt  | AHL totalt                     | AHL totalt  | 129 | 25 | 34 | 59 | 71 | 5  | 0 | 0 | 0 | 4 |
| USHL totalt | USHL totalt                    | USHL totalt | 103 | 33 | 43 | 76 | 52 | 11 | 2 | 6 | 8 | 8 |

### Internationellt
| Källa: Uppdaterad: 2023-03-13 | Källa: Uppdaterad: 2023-03-13 | Källa: Uppdaterad: 2023-03-13 |         | Utv = Utvisningsminuter | Utv = Utvisningsminuter | Utv = Utvisningsminuter | Utv = Utvisningsminuter | Utv = Utvisningsminuter |
| År                            | Lag                           | Mästerskap                    | Matcher | Mål                     | Assists                 | Poäng                   | Utv                     |                         |
| ----------------------------- | ----------------------------- | ----------------------------- | ------- | ----------------------- | ----------------------- | ----------------------- | ----------------------- | ----------------------- |
| 2021                          | Ryssland                      | JVM                           | 7       | 2                       | 3                       | 5                       | 0                       |                         |
| Junior totalt                 | Junior totalt                 | Junior totalt                 | 7       | 2                       | 3                       | 5                       | 0                       |                         |